# Alex Apolinário
Alex Apolinário, bürgerlich Alex Sandro dos Santos Apolinário (* 7. November 1996 in Ribeirão Preto; † 7. Januar 2021 in Vila Franca de Xira) war ein brasilianischer Fußballspieler. Er wurde auf der Position eines offensiven Mittelfeldspielers, alternativ auch als linker Stürmer eingesetzt.
Am 3. Januar 2021 erlitt Apolinário in einem Spiel gegen União de Almeirim in der 27. Minute des Spiels einen Herzstillstand. Nach mehreren Versuchen wurde er wiederbelebt und in das Krankenhaus von Vila Franca de Xira eingeliefert. Hier wurde er ins künstliche Koma versetzt und konnte stabilisiert werden. Am 7. Januar, 4 Tage nach dem Vorfall, verstarb Apolinário.

## Karriere
Apolinário begann seine Laufbahn im Nachwuchsbereich des Botafogo FC (SP) in seiner Heimatstadt, welchem er 2011 beitrat und 2013 in den Nachwuchsbereich kam. Hier machte er 2015 besonders auf sich aufmerksam. Seines Zeichens auch Kapitän der Mannschaft, wurde er am 25. Januar 2015 nach dem Finale des Copa São Paulo de Futebol Júnior, in dem man dem SC Corinthians unterlag, zum besten Spieler des Finals gewählt.
Im Februar des Jahres wechselte Apolinário nach Belo Horizonte zum Cruzeiro EC. Bei dem Klub gelang ihm im Jahr darauf der Sprung in den Profikader. Er erhielt im Februar 2016 von dem Klub einen Profivertrag bis Dezember 2019. Sein erstes Pflichtspiel bestritt er am 9. März 2016 in der Primeira Liga do Brasil 2017 gegen Athletico Paranaense. In der Partie wurde er in der 64. Minute für Matías Pisano eingewechselt. In der Saison kam er über die Rolle eines Reservespielers noch nicht hinaus. Dieses blieb auch 2017 so. Im Zuge des Gewinns der Copa do Brasil 2017 stand Apolinário zwei Mal im Kader, kam aber zu keinen Einsätzen. Ab Oktober des Jahres wurde er dann in den U–23 Kader des Klubs versetzt, um mit diesem in der Nachwuchsmeisterschaft anzutreten. Zur Saison 2018 wurde Apolinário an Athletico Paranaense ausgeliehen. Kurios dabei war, dass Apolinário vorher mit dem Londrina EC Verhandlungen gab. Bei dem Klub war er bereits ins Training eingestiegen und hatte ein Testspiel bestritten. Die Leihe wurde bis Ende des Jahres befristet. Mit diesem trat er zunächst in der Staatsmeisterschaft von Paraná 2018 an und später Nachwuchsmeisterschaft 2018. Im Zuge des Gewinns der Copa Sudamericana 2018 durch Athletico stand er in keinem Spiel im Kader.
Im Januar 2019 wechselte Apolinário nach Portugal zum FC Alverca. Mit diesem trat er künftig in der dritten portugiesischen Liga an. Im Oktober des Jahres konnte er mit dem Klub Geschichte schreiben. In der dritten Runde des Taça de Portugal 2019/20 konnte die Mannschaft am 17. Oktober 2019 im Heimspiel Sporting Lissabon mit 2:0 schlagen. Dabei gelang Apolinário in der 10. Minute der Führungstreffer. Dieses war erst das zweite Mal, dass Sporting so früh aus dem Taça de Portugal ausschied.

## Erfolge
Botafogo
- Copa São Paulo de Futebol Júnior Vizemeister: 2015

Cruzeiro
- Copa do Brasil: 2017

Athletico Paranaense
- Staatsmeisterschaft von Paraná: 2018